# Сант-Агостино (титулярная церковь)
Титулярная церковь Сант-Агостино (лат. Titulus Sancti Augustini) — титулярная церковь была создана Папой Сикстом V 13 апреля 1587 года апостольской конституцией Religiosa. Титул принадлежит базилике Сант-Агостино, построенной в XV веке, расположенной в районе Рима Сант-Эустакьо, недалеко от пьяцца Навона, на виа делла Скрофа.

## Список кардиналов-священников титулярной церкви Сант-Агостино
- - вакантно (1587—1590);
- Грегорио Петроккини, O.E.S.A. — (23 марта 1590 — 28 мая 1608, назначен кардиналом-священником Санта-Мария-ин-Трастевере);
- Фабрицио Вералли — (10 декабря 1608 — 17 ноября 1624, до смерти);
- Берлингерио Джесси — (19 июля 1627 — 6 апреля 1639, до смерти);
- Оттавиано Раджи — (10 февраля 1642 — 31 декабря 1643, до смерти);
  - вакантно (1643—1645);
- Никколо Альбергати Людовизи — (24 апреля 1645 — 25 июня 1646, назначен кардиналом-священником Санта-Мария-дельи-Анджели-э-деи-Мартири);
- Фабрицио Савелли — (16 декабря 1647 — 26 февраля 1659, до смерти);
- Антонио Бики — (1 декабря 1659 — 14 ноября 1667, назначен кардиналом-священником Санта-Мария-дельи-Анджели-э-деи-Мартири);
  - вакантно (1667—1671);
- Федерико Борромео младший — (23 февраля 1671 — 8 августа 1672, назначен кардиналом-священником Сант-Аньезе-фуори-ле-Мура);
  - вакантно (1672—1681);
- Лоренцо Бранкати, O.F.M. Conv. — (22 сентября 1681 — 1 декабря 1681, назначен кардиналом-священником Санти-XII-Апостоли); 
  - вакантно (1681—1687);
- Карло Стефано Анастасио Чичери — (7 июля 1687 — 24 июня 1694, до смерти);
- Энрико Норис, O.E.S.A. — (2 января 1696 — 23 февраля 1704, до смерти);
- Карло Агостино Фаброни — (25 июня 1706 — 19 сентября 1727, до смерти);
- Анджело Мария Квирини, O.S.B.Cas. — (22 декабря 1727 — 8 марта 1728, назначен кардиналом-священником Сан-Марко);
- Грегорио Селлари, O.P. — (10 мая 1728 — 31 мая 1729, до смерти);
- Марко Антонио Анзидеи — (6 июля 1729 — 14 февраля 1730, до смерти);
  - вакантно (1730—1731);
- Бартоломео Массеи — (8 января 1731 — 20 ноября 1745, до смерти);
- Джорджо Дориа — (15 декабря 1745 — 3 января 1757, назначен кардиналом-священником Санта-Чечилия), in commendam (3 января 1757 — 31 января 1759, до смерти);
- Гаэтано Фантуцци — (19 ноября 1759 — 6 апреля 1767, назначен кардиналом-священником Сан-Пьетро-ин-Винколи);
- Марио Компаньони Марефоски — (12 декабря 1770 — 23 декабря 1780, до смерти);
  - вакантно (1780—1785);
- Паоло Массеи — (11 апреля — 9 июня 1785, до смерти);
  - вакантно (1785—1800);
- Диего Иннико Караччоло — (20 октября 1800 — 26 сентября 1814, назначен кардиналом-епископом Палестрины), in commendam (26 сентября 1814 — 24 января 1820, до смерти);
- Чезаре Бранкадоро — (29 мая 1820 — 12 сентября 1837, до смерти);
  - вакантно (1837—1842);
- Фридрих Иоганн Йозеф Целестин фон Шварценберг — (27 января 1842 — 27 марта 1885, до смерти);
- Антолин Монескильо-и-Висо — (10 июня 1886 — 11 августа 1897, до смерти);
- Антонио Мария Каскахарес-и-Асара — (24 марта 1898 — 27 июля 1901, до смерти);
- Себастьяно Мартинелли, O.E.S.A. — (9 июня 1902 — 4 июля 1918, до смерти);
- Александр Каковский — (18 декабря 1919 — 30 декабря 1938, до смерти);
- Агустин Паррадо-и-Гарсиа — (22 февраля — 8 октября 1946, до смерти);
- Фернандо Кирога-и-Паласиос — (29 октября 1953 — 7 декабря 1971, до смерти);
- Марсело Гонсалес Мартин — (5 марта 1973 — 25 августа 2004, до смерти);
- Жан-Пьер Рикар — (24 марта 2006 — по настоящее время).